# Наушники с уравновешенным якорем

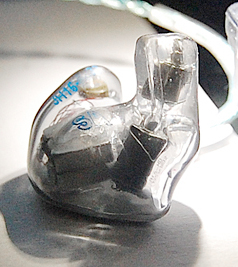
Арматурные наушники JH16 от Jerry Harvey Audio

Наушники с уравновешенным якорем (на сленге аудиофилов — «арматура», «арматурные» наушники, от англ. balanced armature) — тип электромагнитных наушников. Главная особенность заключается в способе воздействия на излучающую мембрану при помощи подвижного якоря, поворачивающегося под воздействием переменного поля, в отличие от обычной динамической схемы, в которой неподвижным является только постоянный магнит, а катушка, создающая переменное магнитное поле, закреплена непосредственно на мембране.

## История появления
Арматурные излучатели были изобретены в 20-х годах XX века. Благодаря превосходной чувствительности и высокому усилению звука изобретение тут же нашло применение в медицине — долгое время их использовали при изготовлении портативных слуховых аппаратов.
Очередной толчок в развитии арматурные излучатели получили во время Второй мировой войны, когда их начали применять для изготовления войсковых телефонов. Этот тип телефонов обеспечивал на 20–40 % более громкий звук при одинаковом с обычными аппаратами уровне входного сигнала.

## Конструкция и принцип работы

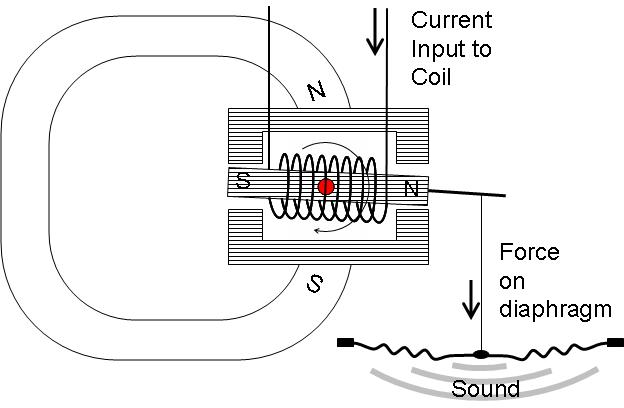
Принципиальная схема устройства наушников с уравновешенным якорем

Якорь представляет собой металлическую пластину, похожую на букву «П», вокруг которой располагается звуковая катушка. Якорь подвешен (уравновешен) таким образом, что его движение возможно только вокруг оси, проходящей через центр той его части, которая находится внутри магнитного поля. Электрические сигналы вызывают колебания магнитного поля, вследствие чего якорь поворачивается туда и обратно вокруг своей оси, передавая усилие через специальный рычаг на мембрану, которая в результате производит звуковые волны.
По внешнему виду эти наушники обычно отличаются от прочих более вытянутой в направлении звукового канала формой, цилиндрической или немного сплющенной.

## Преимущества
Благодаря отсутствию искажений, присущих обычным мембранным наушникам ввиду неоднородности поля на пространстве хода мембраны, а также влияния массы и упругости её самой (что в случае уравновешенного якоря компенсируется относительно большой массой самого якоря), точность воспроизведения у наушников с уравновешенным якорем выше, чем у динамических наушников сопоставимого размера и цены.

## Недостатки
Несмотря на хорошую точность звукопередачи, рабочий частотный диапазон одного звукоизлучателя с уравновешенным якорем обычно хуже, чем частотный диапазон динамического звукоизлучателя. Эта проблема может быть решена добавлением дополнительных излучателей, в том числе и динамических (как делают лидеры производства профессиональных внутриканальных наушников — компании Phonak, Ultimate Ears, Shure, Jays, Westone). 